# Robert Arden
Robert Arden, né et mort à Londres (11 décembre 1922-25 mars 2004) est un acteur américain ayant principalement vécu et travaillé au Royaume-Uni. Il est surtout connu pour avoir joué le rôle du héros dans le film  Dossier secret (Mr. Arkadin), réalisé par Orson Welles.

## Biographie
Robert Arden est né à Londres d'un père américain, boxeur professionnel dans l'entre-deux-guerres, et d'une mère britannique. Il partage sa scolarité entre des écoles américaines et britanniques.
Il mène une carrière de comédien au Royaume-Uni, où il apparait au cinéma dans des seconds rôles d'Américains. Il y fait la connaissance d'Orson Welles en participant au feuilleton radiophonique The Adventures of Harry Lime, qui met en scène le personnage interprété par Welles dans Le Troisième Homme. Welles décide alors d'engager cet acteur peu connu sur son film Dossier secret, en lui confiant le rôle-clé de Guy Van Stratten, l'enquêteur qui découvre le passé de Gregory Arkadin et sert de fil conducteur à l'histoire. Arden, stupéfait de la proposition de Welles, aurait d'abord cru à un canular.
La prestation de Robert Arden dans Dossier secret a été considérée par la plupart des critiques comme l'un des points faibles du film. Jonathan Rosenbaum, historien du cinéma et spécialiste de Welles, a pris la défense de l'acteur, considérant que  la faute n'en incombe pas à un manque de talent de Robert Arden mais au fait que Welles a délibérément conçu Van Stratten comme un personnage antipathique, tout en lui faisant tenir le rôle habituellement dévolu aux héros charismatiques. L'une des versions espagnoles du film écorche au générique le nom de l'acteur principal, qui devient Bob Harden, tandis qu'une autre le rebaptise Mark Sharpe.
Après l'échec commercial de Dossier Secret, Robert Arden continue sa carrière d'acteur : dans la seconde moitié des années 1950, il tient la vedette dans quelques polars britanniques à petit budget, mais retourne ensuite rapidement aux seconds rôles. Il travaille au cinéma, à la télévision et au théâtre, soit dans des productions britanniques, soit dans des films américains tournés en Europe.

## Filmographie partielle
- 1944 : Prisonnières de guerre (Two Thousand Women), de Frank Launder
- 1945 : The Man from Morocco, de Mutz Greenbaum
- 1946 : Une question de vie ou de mort (A Matter of Life and Death) de Michael Powell et Emeric Pressburger
- 1955 : Dossier secret (Mr. Arkadin) de Orson Welles
- 1955 : Joe MacBeth de Ken Hughes
- 1956 : Soho Incident de Vernon Sewell
- 1957 : Un roi à New York (A King in New York) de Charlie Chaplin
- 1957 : The Depraved de Paul Dickson
- 1959 : The Child and the Killer de Max Varnel
- 1960 : Méfiez-vous des inconnus (Never Take Sweets from a Stranger) de Cyril Frankel
- 1963 : Appelez-moi chef (Call me Bwana) de Gordon Douglas
- 1964 : Le Saint (série télévisée) : Une épouse modèle (saison 2 épisode 26) : Detective Williams
- 1979 :  Churchill and the Generals de Alan Gibson (série télévisée)
- 1981 : La Malédiction finale (Omen III : the Final conflict) de Graham Baker
- 1981 : Condorman de Charles Jarrott
- 1981 : Ragtime de Miloš Forman
- 1985 : D.A.R.Y.L. de Simon Wincer
- 1985 : Les Loups entre eux, de José Giovanni
- 1986 : La Petite Boutique des horreurs de Frank Oz
- 1987 : Inspecteur Morse, Saison 2, Épisode 1, de Colin Dexter
- 1988 : Whoops Apocalypse, de Tom Bussman
- 2000 : Affaires non classées, Saison 5, Épisode 1: Le Tour du monde (The World Cruise) de Tony Mc Hale